# Gens Aurelia
Die gens Aurelia (Aurelii, deutsch auch Aurelier) war eine römische Familie (gens), die den Gentilnamen Aurelius trug. Sie gehörte zu den plebejischen Familien. 

## Etymologie
Der Name soll sich von dem Namen des sabinischen Sonnengotts Ausel herleiten, der denselben Ursprung haben soll wie das lateinische aurum „Gold“ bzw. aus dem Adjektiv aureus „golden“, „herrlich“, „wunderbar“ entstanden sein.

## Hervorzuhebende Namensträger
Zahlreiche Träger dieses Namens sind von der römischen Republik bis zur Spätantike bekannt. Hervorzuheben sind:
- Gaius Aurelius Cotta, Politiker und Redner zu Beginn des 1. Jahrhunderts v. Chr.
- Aurelia, die Mutter Gaius Iulius Caesars.
- der Dichter Properz (Sextus Aurelius Propertius).
- Titus Aurelius Fulvus Boionius Arrius Antoninus, der spätere Kaiser Antoninus Pius.
- der Kaiser Marcus Aurelius.
- Zahlreiche weitere Kaiser führten Aurelius als Teil ihres Namensformulars, zum Beispiel Caracalla. Aufgrund seiner Verleihung des römischen Bürgerrechts an den größten Teil der Bewohner des Reichs 212 n. Chr. in der Constitutio Antoniniana war Aurelius danach ein sehr verbreiteter Name und wurde auf Inschriften oft als Aur. abgekürzt.
- Sextus Aurelius Victor, Historiker im 4. Jahrhundert n. Chr.
- Quintus Aurelius Symmachus, heidnischer Senator Ende des 4. Jahrhunderts n. Chr.

## Weitere Namensträger
- Marcus Aelius Aurelius Theo, römischer Senator, 3. Jahrhundert
- Aurelius Argivus, römischer Centurio, 2. Jahrhundert
- Aurelius Optatus, römischer Offizier, 3. Jahrhundert
- Aurelius Pannicus, römischer Offizier, 2. Jahrhundert
- Aurelius Quintus, römischer Offizier, 3. Jahrhundert
- Aurelius Saturninus, vermutlich ein römischer Centurio, 2. oder 3. Jahrhundert
- Lucius Aurellius Commodus Pompeianus, römischer Konsul 209
- Gaius Aurelius Atilianus, römischer Offizier, 2. Jahrhundert
- Gaius Aurelius Cotta (Konsul 252 v. Chr.) († nach 231 v. Chr.), römischer Politiker, Konsul 252 v. Chr. und 248 v. Chr.
- Gaius Aurelius Cotta (Konsul 200 v. Chr.), römischer Politiker
- Gaius Aurelius Cotta (Konsul 75 v. Chr.) (um 124 v. Chr.–74/73 v. Chr.), römischer Politiker
- Gaius Aurelius Orestes, wohl Bruder des Konsuls von 126 v. Chr.
- Lucius Aurelius Cotta (Konsul 144 v. Chr.), römischer Konsul
- Lucius Aurelius Cotta (Konsul 119 v. Chr.), römischer Konsul
- Lucius Aurelius Cotta (Volkstribun), römischer Volkstribun 103 v. Chr.
- Lucius Aurelius Cotta (Prätor), römischer Praetor um 95 v. Chr.
- Lucius Aurelius Cotta (Konsul 65 v. Chr.), römischer Konsul
- Lucius Aurelius Flaccus, römischer Suffektkonsul 140
- Lucius Aurelius Flaccus Sempronius Hispanus, römischer Offizier, 1. Jahrhundert
- Lucius Aurelius Gallus (Konsul um 129/133), römischer Suffektkonsul
- Lucius Aurelius Gallus (Konsul 146), römischer Suffektkonsul
- Lucius Aurelius Gallus (Konsul 174), römischer Konsul
- Lucius Aurelius Gallus (Konsul 198), römischer Konsul, Statthalter der römischen Provinz Moesia inferior (Niedermösien)
- Lucius Aurelius Orestes (Konsul 157 v. Chr.), römischer Konsul
- Lucius Aurelius Orestes (Konsul 126 v. Chr.), römischer Konsul
- Lucius Aurelius Orestes (Konsul 103 v. Chr.) († 103 v. Chr.), römischer Konsul
- Marcus Aurelius Castus, römischer Offizier, 3. Jahrhundert
- Marcus Aurelius Claudianus, römischer Centurio, 2. oder 3. Jahrhundert
- Marcus Aurelius Cotta, römischer Politiker, Konsul 74 v. Chr.
- Marcus Aurelius Cotta Maximus Messallinus, römischer Konsul 20
- Marcus Aurelius Iustus, römischer Centurio, 2. und 3. Jahrhundert
- Marcus Aurelius Lucilius, römischer Centurio, 2. oder 3. Jahrhundert
- Marcus Aurelius Nepos, römischer Centurio
- Marcus Aurelius Papirius Dionysius, römischer Jurist und Präfekt von Ägypten
- Marcus Aurelius Quirinus, römischer Offizier (Kaiserzeit)
- Marcus Aurelius Scaurus († 105 v. Chr.), römischer Senator, Konsul 105 v. Chr.
- Marcus Aurelius Salvius, römischer Offizier (Kaiserzeit)
- Marcus Aurelius Fulvus Antoninus, Sohn des Antoninus Pius und der älteren Faustina
- Publius Aurelius Aurelianus, römischer Offizier (Kaiserzeit)
- Quintus Aurelius Pactumeius Fronto, römischer Suffektkonsul 80
- Sextus Aurelius, antiker römischer Goldschmied
- Titus Aurelius Aquila, römischer Offizier (Kaiserzeit)
- Titus Aurelius Exoratus, römischer Soldat (Kaiserzeit)
- Titus Aurelius Fulvus (Konsul 85), römischer Senator und Großvater des Antoninus Pius
- Titus Aurelius Fulvus (Konsul 89), römischer Senator und Vater des Antoninus Pius
- Titus Aurelius Fulvus Antoninus, Sohn Mark Aurels und der jüngeren Faustina
- Titus Aurelius Fulvus Boionius Arrius Antoninus, Geburtsname von Antoninus Pius (86–161), römischer Kaiser
- Titus Aurelius Moravesus Servano, römischer Soldat
- Titus Aurelius Quietus, Konsul 82
- Gnaeus Munatius Aurelius Bassus, römischer Offizier (Kaiserzeit)

## Sonstiges
Aurelius wird oft fälschlicherweise als Beiname des Augustinus von Hippo angesehen.